# 串珠子
串珠子（学名：Alyxia vulgaris）为夹竹桃科链珠藤属的植物。分布于中国大陆的湖南、广东、广西、四川等地，生长于海拔170米至1,360米的地区，常生长在山腰、平地、路旁、山谷或溪边的疏林中，目前尚未由人工引种栽培。